# Christophe Dugarry
Christophe Dugarry (ur. 24 marca 1972 w Lormont) – francuski piłkarz występujący na pozycji napastnika, z reprezentacją Francji zdobył Mistrzostwo Świata 1998 oraz Mistrzostwo Europy 2000, w 2005 zakończył piłkarską karierę.
Profesjonalną karierę zawodniczą Dugarry rozpoczynał w 1988 roku w klubie Girondins Bordeaux. W 1992 wygrał wraz z klubem rozgrywki Ligue 2 i awansował do Ligue 1. Był jednym z wyróżniających się graczy Girondins Bordeaux, które opuścił w 1996, przechodząc do włoskiego A.C. Milan. Przedtem zdążył zaliczyć finał Pucharu UEFA w 1996 roku (przegrany z Bayernem Monachium). W Milanie nie grał zbyt długo i latem 1997 przeniósł się do FC Barcelona. W Primera División też nie sprawdził się i już w styczniu 1998 został zawodnikiem Olympique Marsylia. W 1999 roku zagrał z klubem z Marsylii w finale Pucharu UEFA, wywalczył również wicemistrzostwo Francji. W styczniu 2000 wrócił do swojego dawnego klubu, Girondins Bordeaux. Tutaj jego największym osiągnięciem było sięgnięcie po Puchar Ligi Francuskiej w 2002 roku. Durgarry kończył karierę dwoma krótkimi epizodami. W 2003 roku zaliczył występy w Premiership jako zawodnik Birmingham City, zaś w 2004 roku występował w lidze katarskiej, w klubie Qatar SC, z którym zagrał w finale Pucharu Emira. W lutym 2005 roku Dugarry zakończył piłkarską karierę.

## Kariera reprezentacyjna
W reprezentacji Francji Dugarry zadebiutował 26 maja 1994 meczem z Australią (1:0). W 1996 występował z drużyną na Mistrzostwach Europy. Jego największe sukcesy rozpoczęły się od zdobycia Mistrzostwa Świata 1998. Na turnieju finałowym zdobył 1 gola, w meczu grupowym z Afryką Południową. Dugarry zdobył również Mistrzostwo Europy 2000 oraz Puchar Konfederacji w 2001 roku. Ogółem rozegrał w drużynie narodowej 55 meczów i zdobył 8 bramek.